# Deutsches Panzermuseum Munster

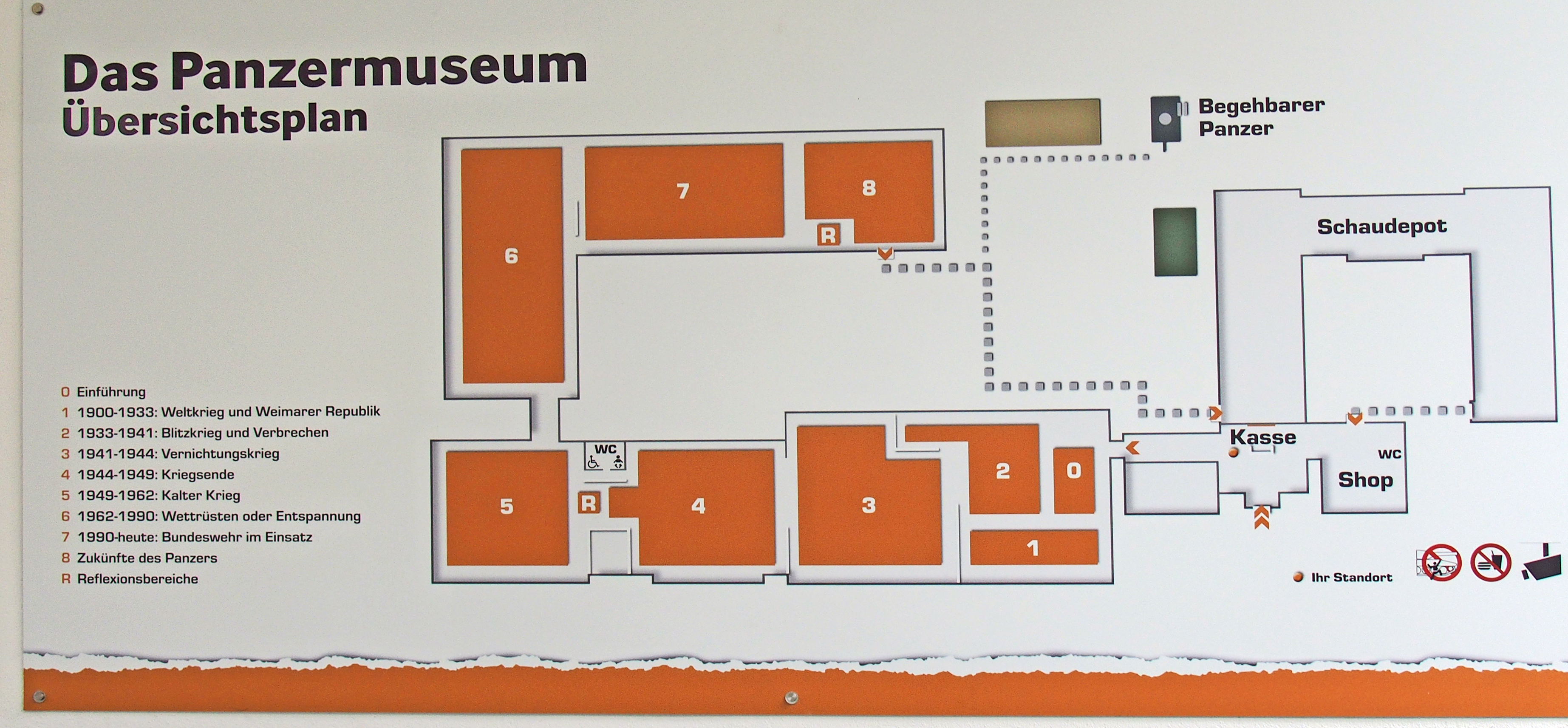
Übersichtsplan

Das Deutsche Panzermuseum Munster (DPM) ist ein Geschichts- sowie Technikmuseum und eine gemeinsame Einrichtung der Stadt Munster und der Panzertruppenschule der Bundeswehr. Das Museum stellt Panzer, Fahrzeuge, Bordwaffen und Geschütze aus. Zeitlicher Schwerpunkt ist das 20. Jahrhundert, regionaler Schwerpunkt ist die deutsche Geschichte.
Das Museum entstand aus der „Lehrsammlung für die verwendungsbezogene Ausbildung“ der Kampftruppenschule 2/Panzertruppenschule Munster, die durch den Vertrag zwischen dem Bundesminister der Verteidigung und der Stadt Munster 1983 wesentlicher Inhalt der Ausstellung geworden ist.

## Konzept

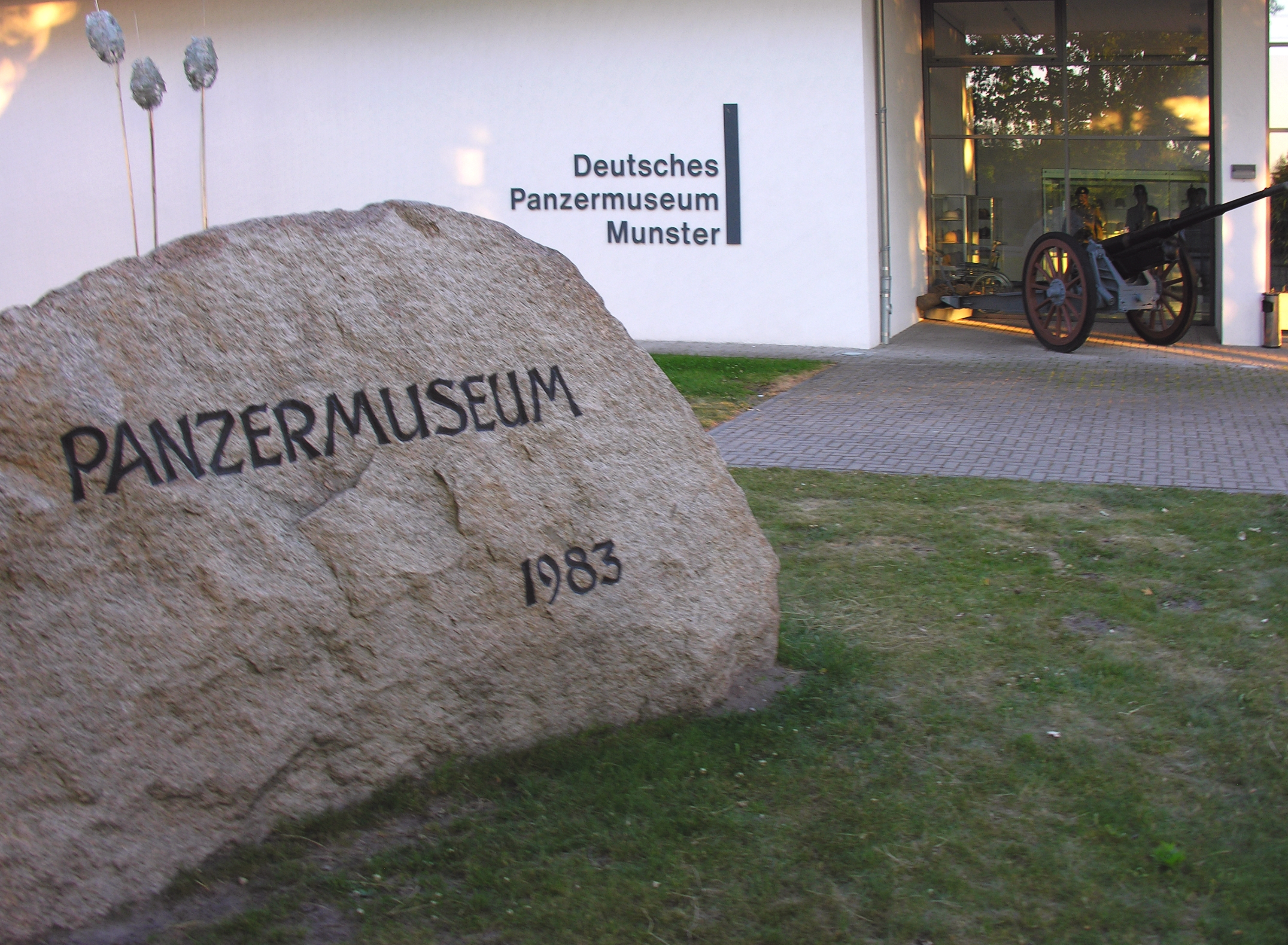
Findlingsstein vor dem Museum mit der Jahreszahl 1983 als Gründungsjahr des Deutschen Panzermuseums

In dem Museum wird nach dessen eigener Darstellung die Entwicklung der deutschen Panzertruppe vom Ersten Weltkrieg bis heute epochenweise dargestellt. Laut eigenen Angaben wird im Zuge einer Transformation des Museumskonzepts versucht, die Exponate über die Technikgeschichte hinaus kritisch durch den Blickwinkel möglichst vieler geschichtswissenschaftlicher Perspektiven zu betrachten. Hierzu gehören sozial-, wirtschafts-, politik- und kulturhistorische Ansätze ebenso wie Überlegungen zu Geschichtskonstruktion und Erinnerungskultur. Die Einordnung der Exponate in den historisch-fachwissenschaftlichen Kontext ist damit Leitlinie des Museumsbetriebes. Das Museum sieht sich damit den Ansätzen der „Modernen Militärgeschichte“ verpflichtet und behandelt daher neben diesen allgemeingeschichtlichen Aspekten durchaus auch „klassische“ Kernthemen der Militärgeschichte, wie Operations-, Organisations- und Taktikgeschichte.
Seit 2010 benutzt das Museum den Slogan „Technik – Kultur – Gesellschaft“, um die enge Verknüpfung und gegenseitige Abhängigkeit der verschiedenen Perspektiven kenntlich zu machen. Zu diesem Zweck wird auf eine Mischung von didaktischen und museumspädagogischen Mitteln gegriffen: So gibt es neben den Exponatsbeschilderungen auch Führungen und Videostationen mit historischem Filmmaterial. Das Bildungsangebot des Museums besteht aus museumspädagogischen Führungen, Projektseminaren und geführten Erkundungen für Schulklassen und Jugendgruppen ab der 8. Klasse sowie Studierende.
Einer Ausstellungskritik in der Zeit vom Mai 2012 zufolge konzentriert sich das Museum weitgehend auf die Technik und blendet die nationalsozialistischen Zwecke, zu denen die ausgestellten Waffen eingesetzt wurden, weitgehend aus. Das zeige sich an der Darstellung des Freikorps Ehrhardt, bei der die blutige Zerschlagung der Münchner Räterepublik ebenso verschwiegen werde wie die Verwendung des Hakenkreuzes. Die Schlacht von Kursk werde mit unpassenden Durchhalteparolen aus Landsersicht kommentiert. Ein Großteil der gezeigten Schautafeln sei „in den achtziger Jahren von enthusiastischen älteren Herren erstellt [worden], die dem Museum mehr oder weniger ungefragt zugearbeitet haben“. Der Rezensent bescheinigte dem Museum daher „Nazimuff und Ignoranz.“ Der gesamte Ausstellungsbereich zu Kursk wurde deshalb 2016 aus der Ausstellung genommen.

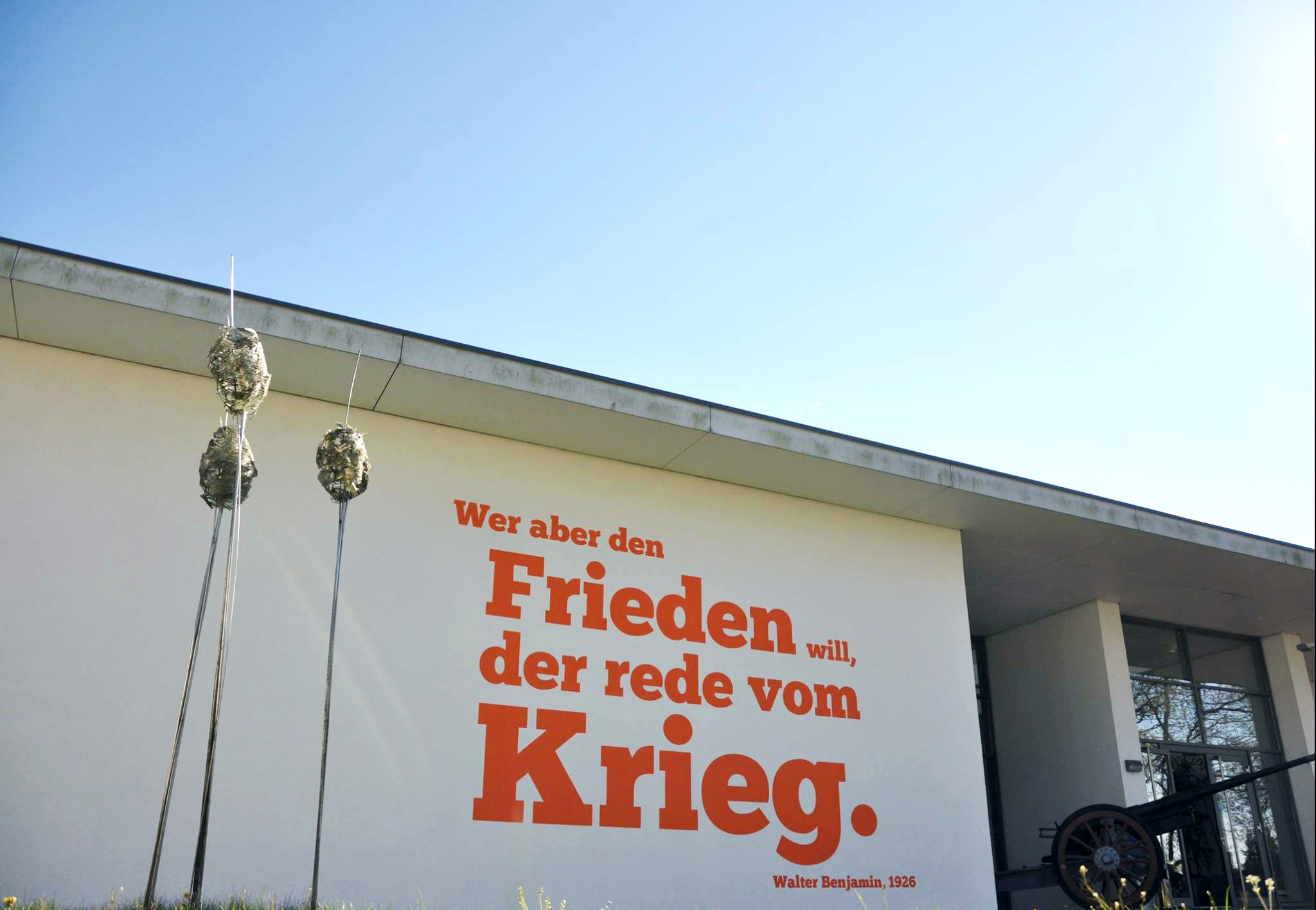
Blick auf das Benjamin-Zitat und den Eingang

Im Mai 2016 ließ das Museum ein Zitat Walter Benjamins „Wer aber den Frieden will, der rede vom Krieg“ an der Eingangsfront des Hauses anbringen, ein Satz, der aus dem Zusammenhang einer kritischen Buchrezension stammt. Das Museum sei durch seine kommunalen und militärischen Träger eine Institution der Bundesrepublik Deutschland und vertrete so aktiv die Werte dieses Staates, zu denen auch die Ablehnung von Krieg als Instrument zählt, soweit dies irgend möglich ist. Dazu will das Museum die Besucher zur fundierten, kritischen und selbstständigen Auseinandersetzung mit dem Krieg anregen. Das Museum will sich nach eigenen Angaben mit dem Zitat Antwort auf die beiden häufigsten Kritiken am Museum geben: „Ein Panzermuseum braucht niemand“ und „Sowas verherrlicht doch nur den Krieg“. Das Zitat Benjamins „packt beide Einwände an der Wurzel: Wir reden vom Krieg, weil wir den Frieden wollen“.

## Exponate

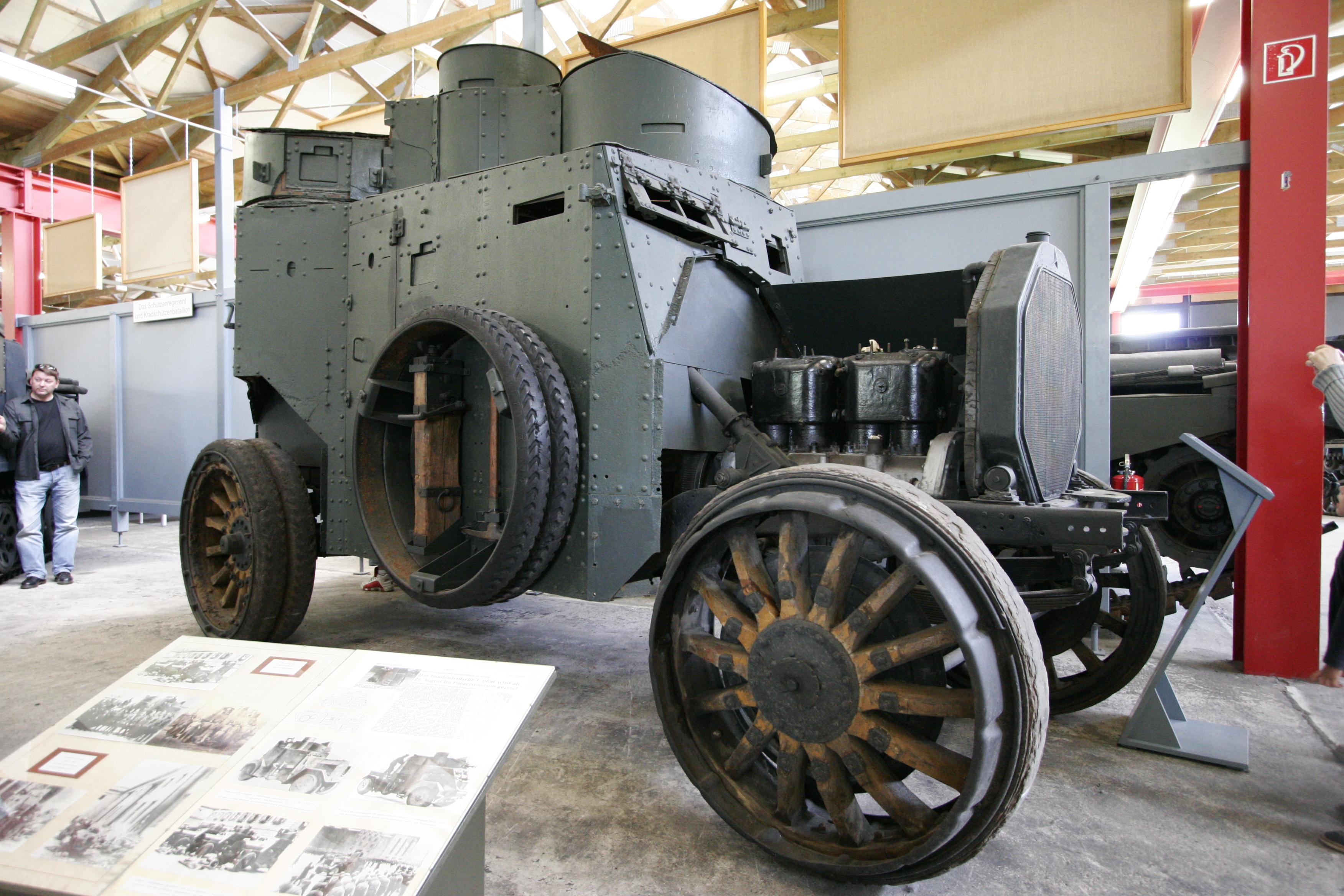
Einziges erhaltenes Exemplar Schupo-Sonderwagen Typ Daimler DZVR 21

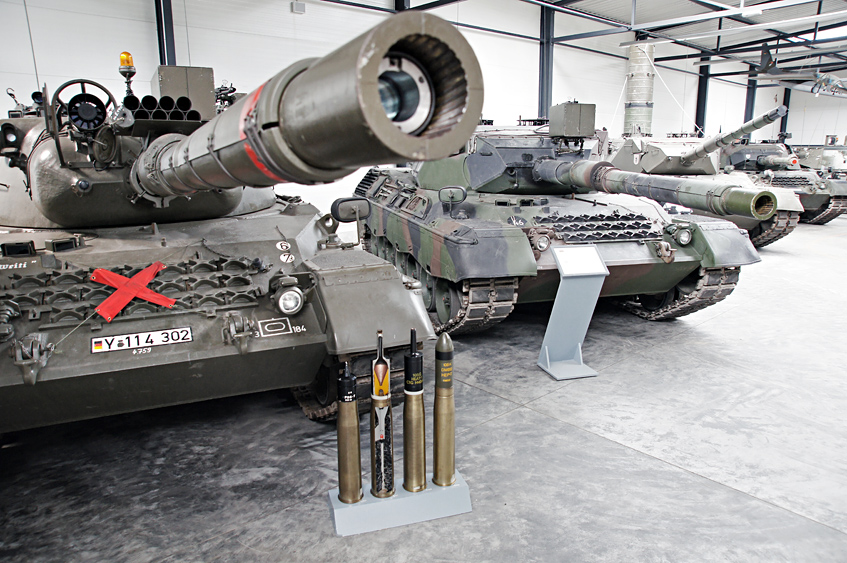
Blick in eine der Ausstellungshallen

Sammlungsschwerpunkt sind deutsche Panzer und Fahrzeuge von 1918 bis heute. Die Sammlung ist nicht vollständig, bietet aber einen zusammenhängenden und aussagekräftigen Bestand von Fahrzeugen der kaiserlichen Armee, der Reichswehr, der Wehrmacht, der NVA und der Bundeswehr. Dieser Bestand wird durch einige Fahrzeuge ausländischer Armeen ergänzt, die an ausgewählten Punkten zur Verdeutlichung bestimmter Aspekte dienen. Ein Teil der Fahrzeuge ist fahrfähig. Diese dienen bei der Veranstaltung „Stahl auf der Heide“ als Attraktion bei beweglichen Vorführungen.
Erwähnenswerte Exponate sind u. a.:
- Aus dem Ersten Weltkrieg und der Zwischenkriegszeit: A7V (Nachbau), Schutzpolizei-Sonderwagen Daimler DZVR 21 (letztes existierendes Exemplar).
- Aus dem Zweiten Weltkrieg: Panzerkampfwagen I, II, III, IV, 38(t), Panther, Tiger II, Sturmpanzer VI
- Aus der Zeit des Kalten Krieges: Schützenpanzer HS 30, Kampfpanzer M48, Prototyp des MBT-70, Gefechtsfeldversuchsträger (GVT), NVA-Panzer sowjetischer Herkunft, Kampfpanzer Leopard 1, Brückenlegepanzer M48
- Moderne Panzerfahrzeuge: Leopard 2, Marder, israelischer Merkava, Minenräumpanzer Keiler

Zwischen 2013 und 2016 wurde dem Panzermuseum ein Tiger I als Leihgabe zur Verfügung gestellt. Aktuell wird die Replik eines Tigers präsentiert.
Aktuell wird bis Sommer 2026 erneut eine Leihgabe eines Tiger I ausgestellt. Dieser wurde überwiegend aus Originalteilen verschiedener Fahrzeuge zusammengesetzt, die auf französischen Schrottplätzen aufgefunden wurden. Bis zum Beginn des Umbaus wird an einer Interimsausstellung gearbeitet.

Einige der erwähnenswerten Exponate
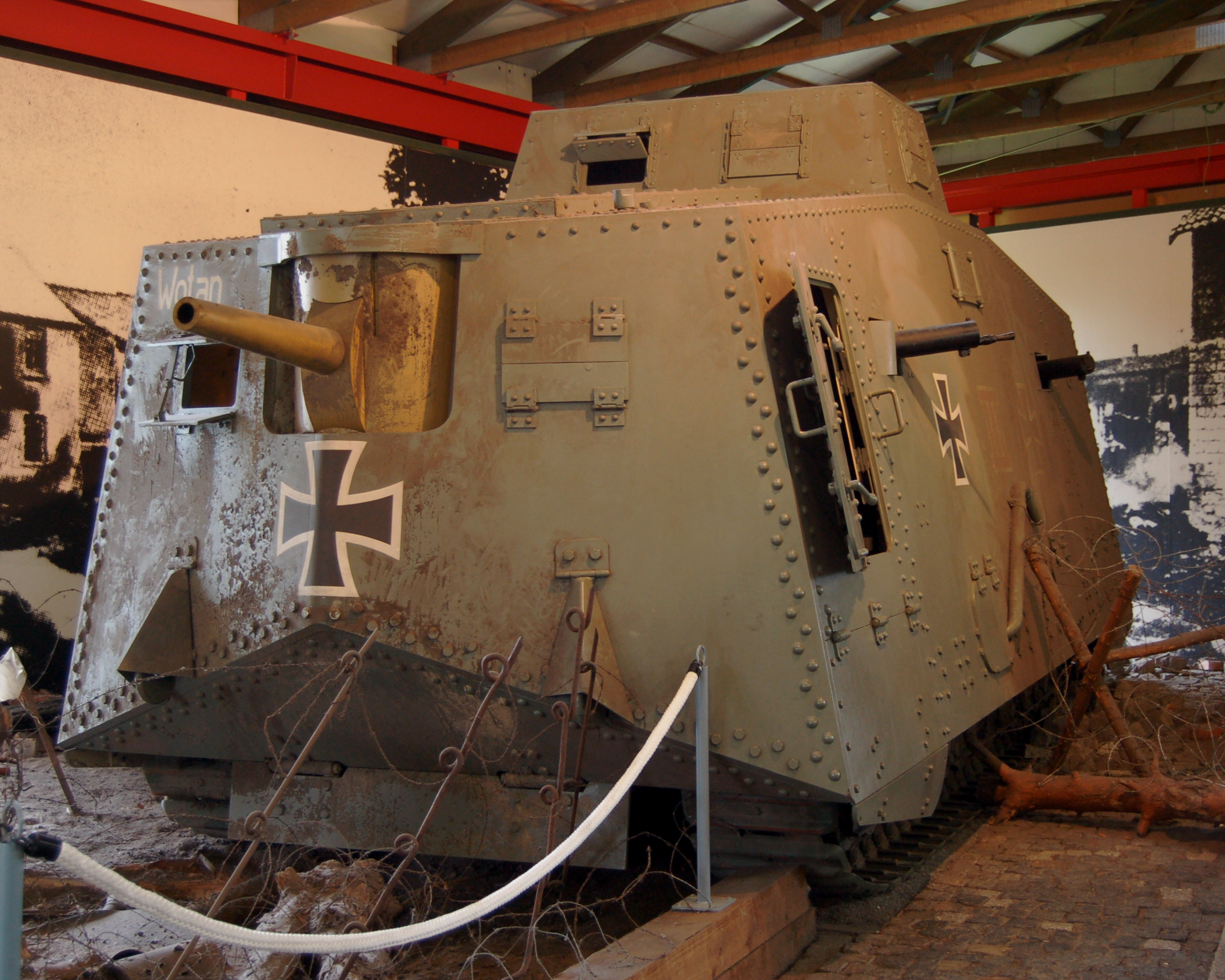
Sturmpanzerwagen A7V (Nachbau) (1917/18)
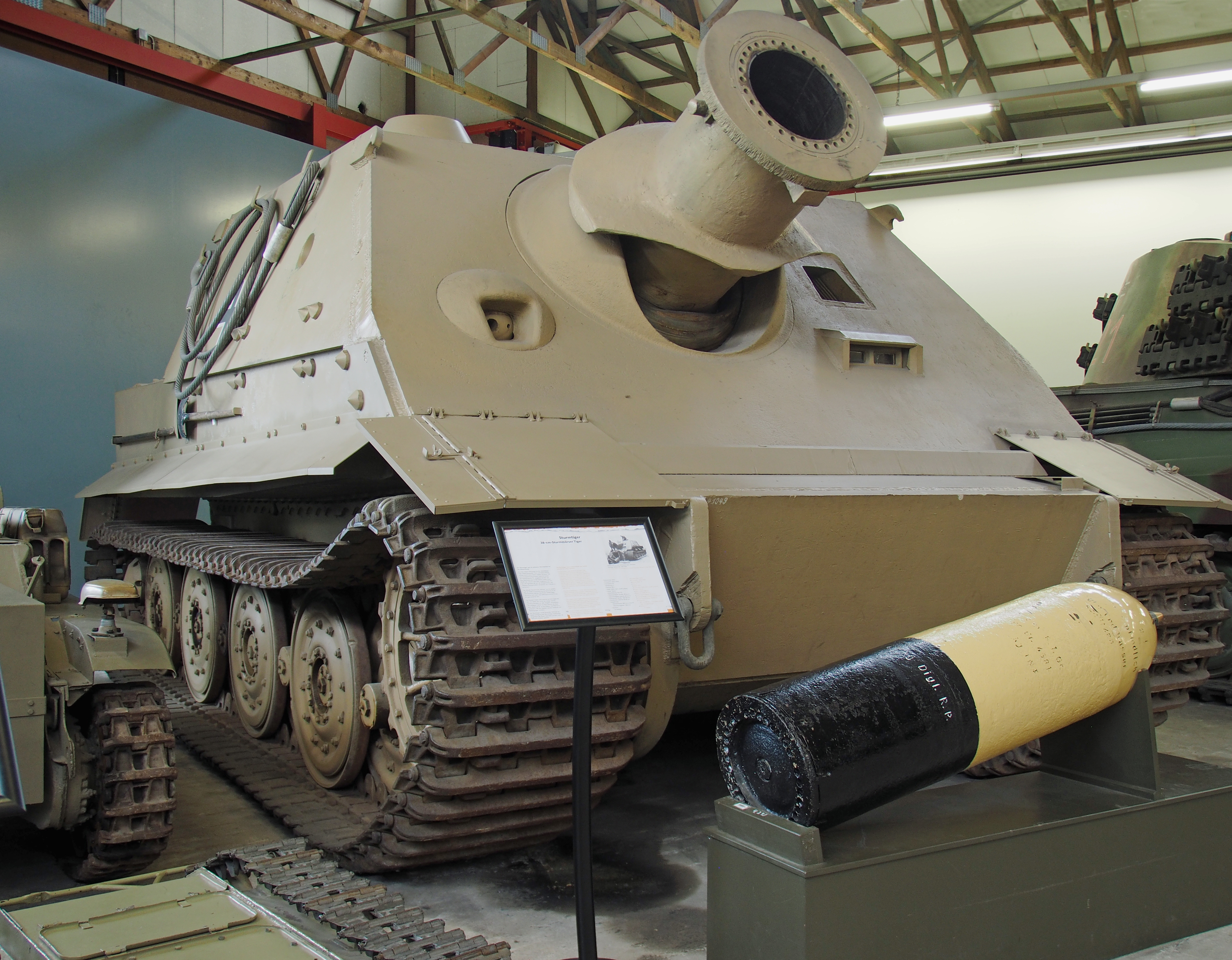
38-cm-Sturmmörser (Sturmtiger)
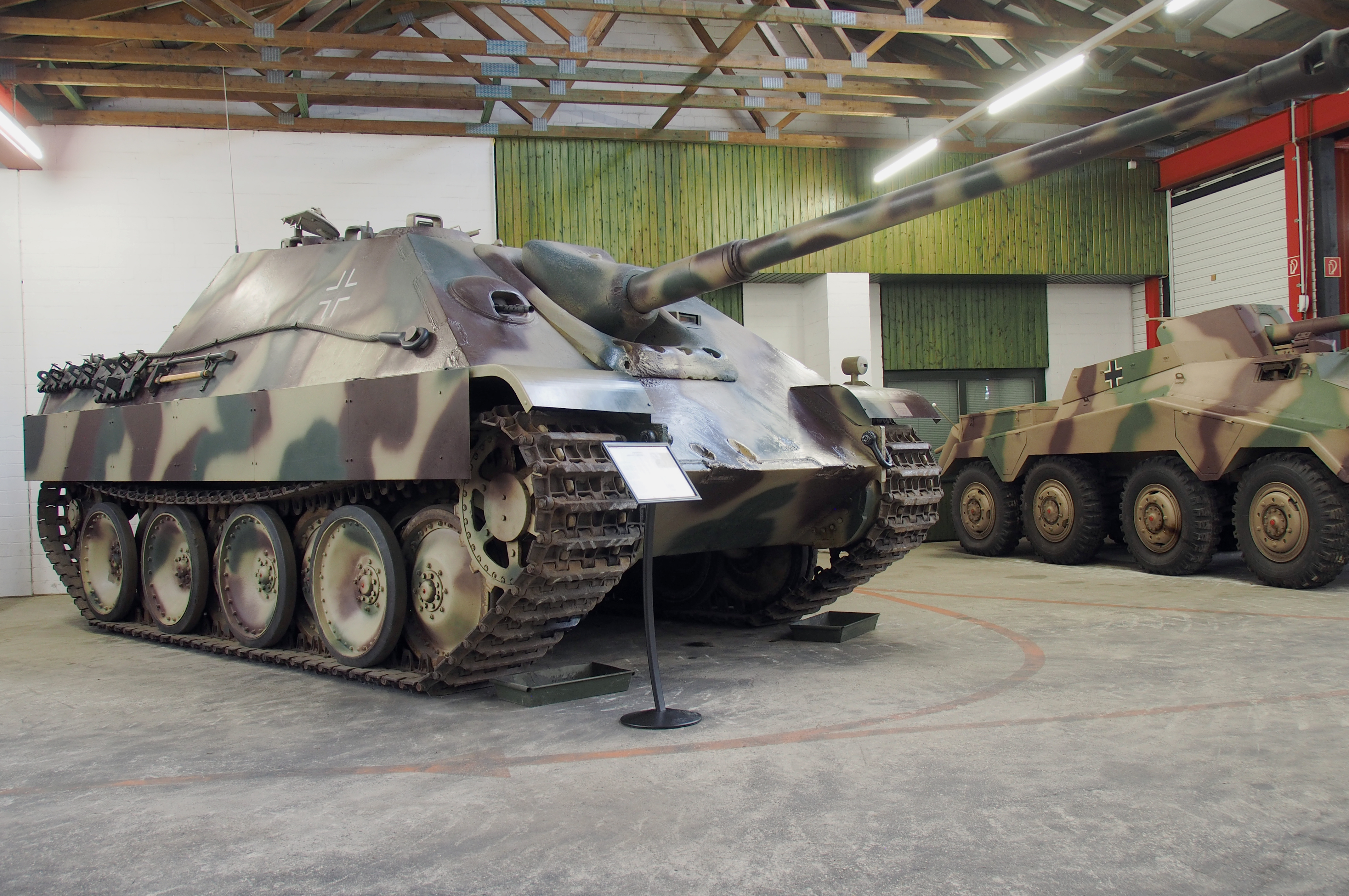
Jagdpanzer V Panther
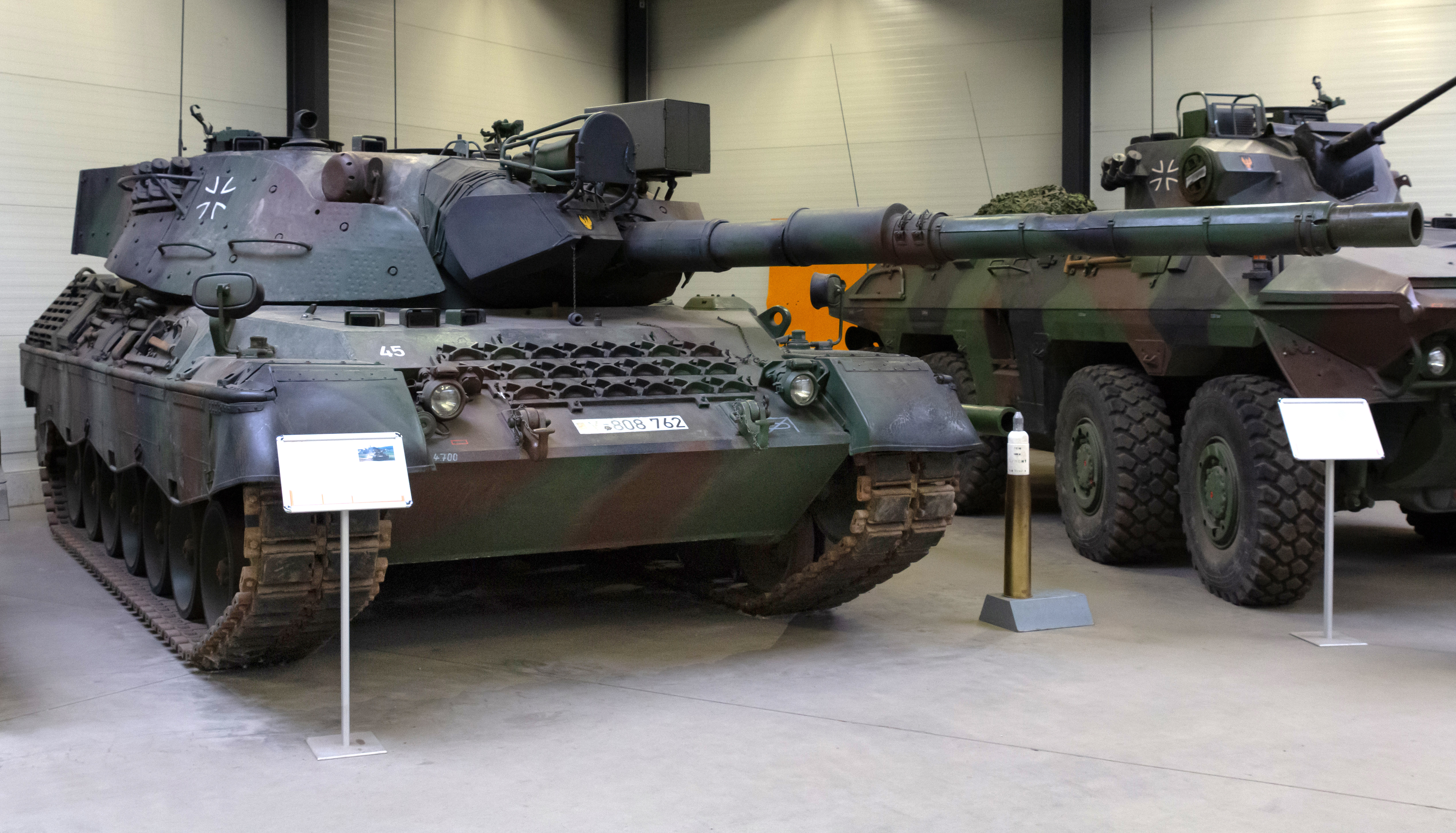
Leopard 1 A1A4
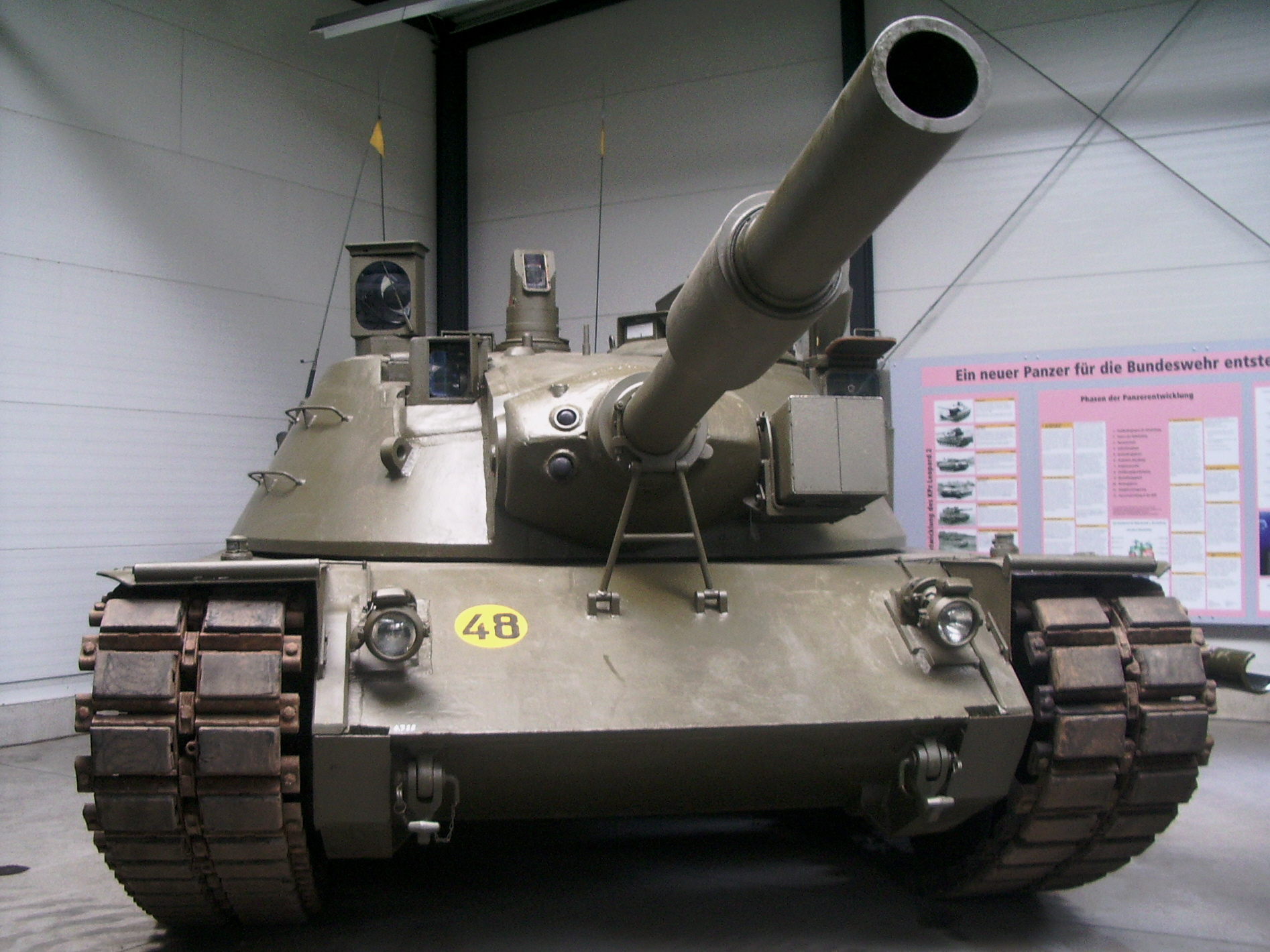
Kampfpanzer MBT-70 (1965–1969)
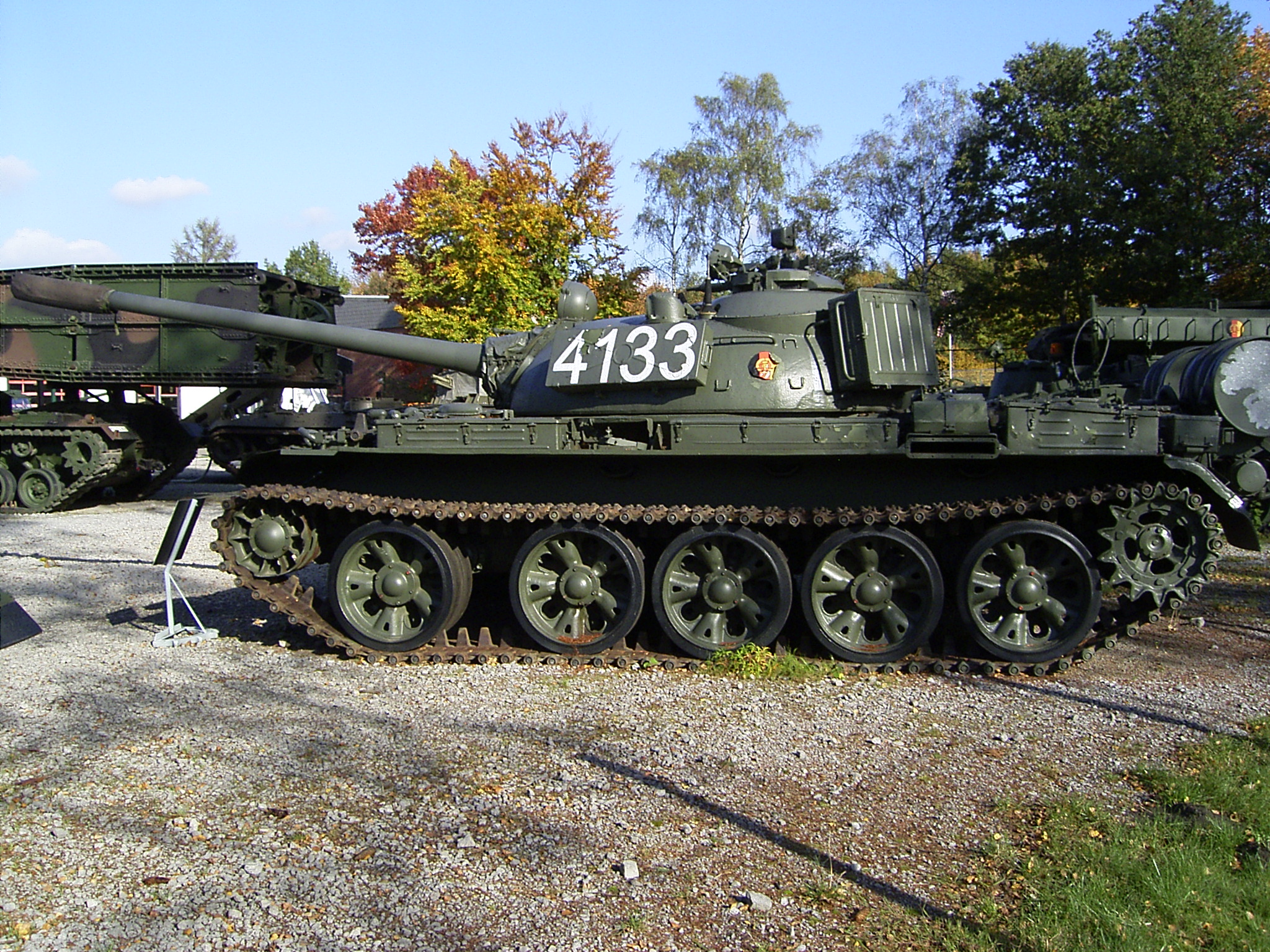
T-55 der NVA
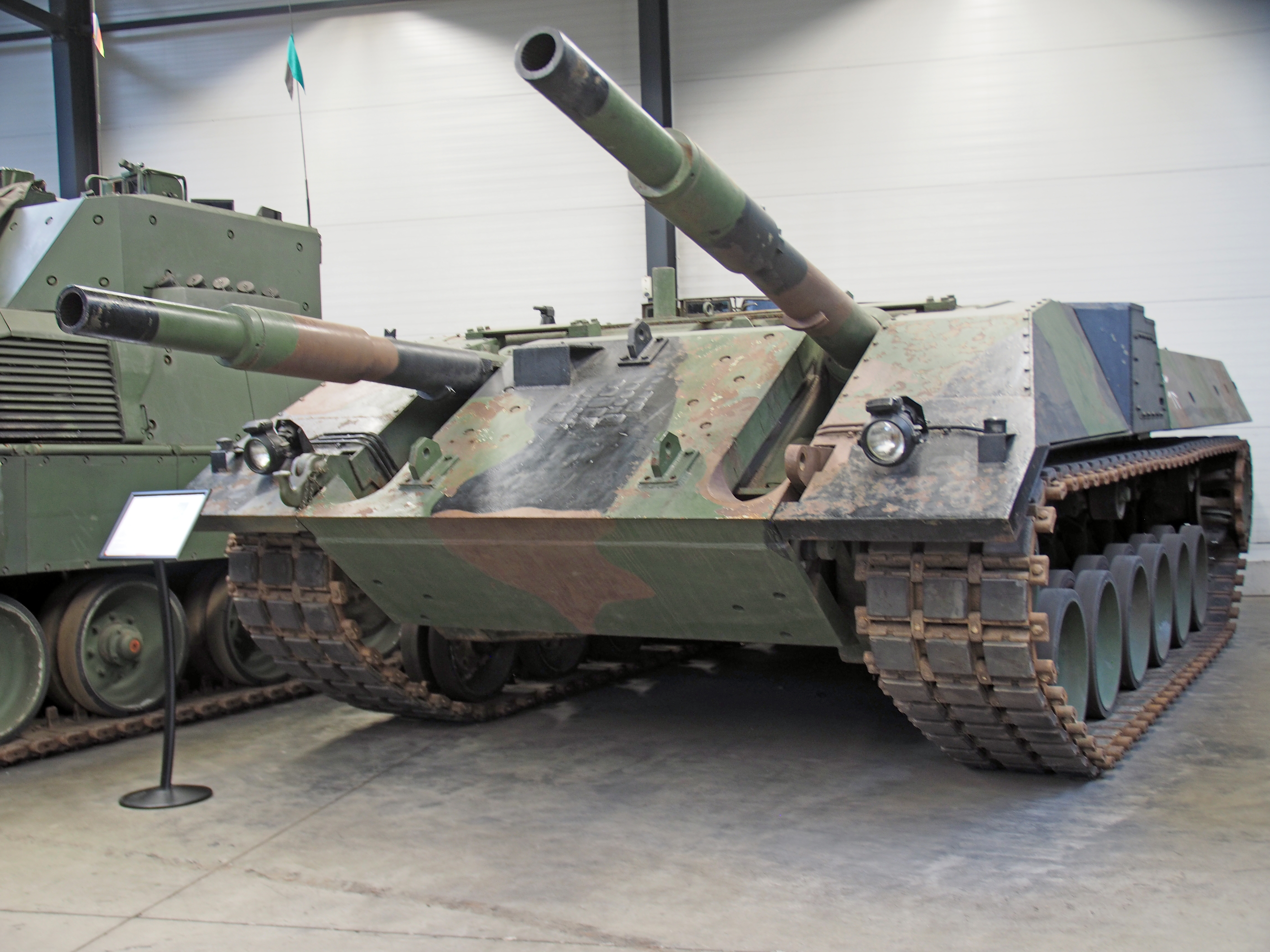
Doppelrohrkasemattpanzer VT 1
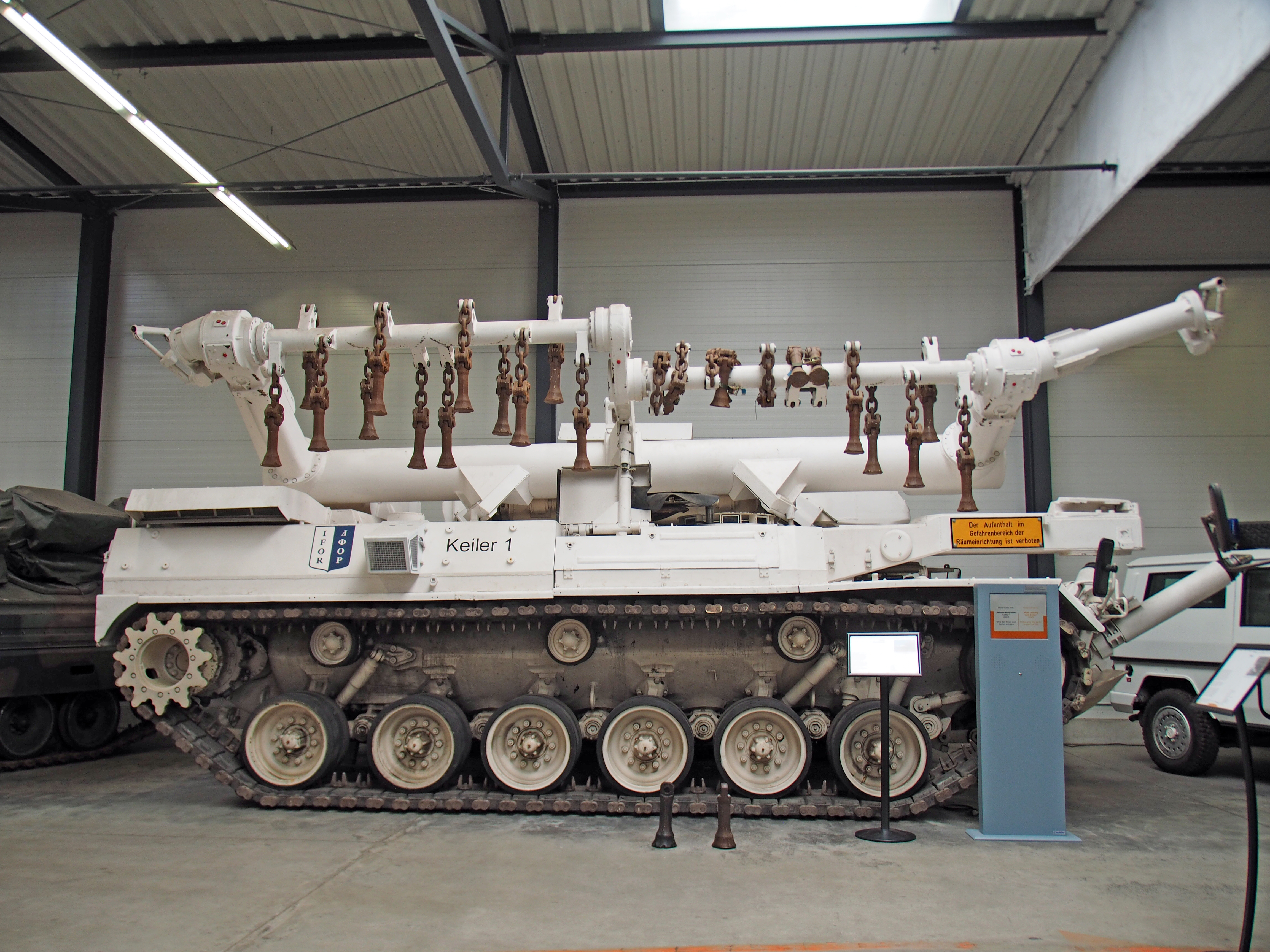
Minenräumpanzer Keiler

Im Außenbereich kann ein Leopard 1 über eine Treppe bestiegen werden. Eine Leiter in der Turmluke bietet Zugang ins Innere des Panzers.
Das DPM zeigt in seinem Eingangsbereich wechselnde Sonderausstellungen, die sich über ein weites Themenfeld erstrecken und häufig aus Bereichen stammen, die bewusst mit Militärgeschichte nichts oder nur wenig zu tun haben, wie im Sommer 2009 etwa das sibirische Straflager Workuta oder die Ausstellung Es war einmal Krieg mit Bildern von Wiebke Kramer (2010). Eigene Sonderausstellungen produzierte das Haus im Jahr 2010 mit dem Titel „Das überschreitet die Grenzen der Vernunft“ zum Westfeldzug und im Jahre 2012 mit dem Titel „Freiwillige vor!“ zur Nachwuchswerbung der Bundeswehr.
Für Gruppen besteht die Möglichkeit, eine Museumsführung zu buchen. Ein Museumsführer erläutert die Exponate und die geschichtliche Entwicklung der Panzerwaffe. Die Führungen erfolgen in deutscher Sprache, jedoch sind auch Führungen auf Englisch möglich. Für Kinder(gruppen) hält das Museum ein besonderes Konzept und Kinderarbeitsblätter vor.
Für Studierende, Schüler sowie nach Absprache für weitere Personen besteht die Möglichkeit, Praktika im DPM zu absolvieren.
Das DPM verfügt über eine interne Schriftgutsammlung, deren Inhalte zukünftig erschlossen werden.

### Online-Angebot
Über den Youtube-Kanal des Panzermuseums werden Videobeiträge sowohl zu den einzelnen Exponaten des Museums als auch Beiträge zur Militärgeschichte im Allgemeinen bereitgestellt.
2020 erhielt das Museum für den YouTube-Auftritt den Publikumspreis des Digamus-Award. 2022 erhielt es als erstes deutsches Museum den Youtube Silver Creator Award.

## AusstellungElemente des Krieges
2012 eröffnete das Museum den Ausstellungsbereich „Elemente des Krieges“. In diesem wurden (nicht demilitarisierte) Handwaffen, Uniformen, Orden und Spielzeug (z. B. Zinnsoldaten) gezeigt.
Von einer der ausgestellten Uniformen des Afrikakorps nahm man an, dass sie Erwin Rommel gehört habe. Diese Darstellung wird allerdings inzwischen angezweifelt. Laut dem Museum ist es zwar nicht auszuschließen, dass Rommel Besitzer der Jacke war, es sei jedoch höchst unwahrscheinlich.
Bei einer routinemäßigen Überprüfung kam der MAD 2018 zu dem Ergebnis, dass die Sicherung der ausgestellten Handwaffen unzureichend war und veranlasste eine sofortige Schließung des Ausstellungsbereichs. Da dem Museum die finanziellen Mittel sowohl für eine Sicherung der Handwaffen als auch für geeignete Vitrinen, um die übrigen Objekte an anderen Orten im Museum auszustellen, fehlen, bleibt der komplette Bereich auf unbestimmte Zeit geschlossen.

## Events
Es gibt diverse jährliche Events im Deutschen Panzermuseum Munster:
- Stahl auf der Heide: Diese Veranstaltung war bis ins Jahr 2014 ein „Tag der Offenen Tür“, dessen Höhepunkt Vorführungen fahrfähiger Panzer sind.[15] Seit 2015 ist der Besuch dieser Veranstaltung nur durch Erwerb eines Tickets im Vorverkauf möglich. Seit 2017 findet die Veranstaltung an zwei Tagen statt, immer am ersten Wochenende im September.[16] Die Veranstaltung ist jedoch bis zum Abschluss des geplanten Umbaus ausgesetzt.
- Mehrmals im Jahr finden Panzer des Monats statt, bei denen ausgewählte Exponate für die Besucher geöffnet werden, um so einen Blick in die Panzer zu ermöglichen.[17]

## Museumsdaten
Das Museum verfügt über Außenanlagen mit Ausstellungsflächen, ein modernes Eingangsgebäude mit den zugehörigen fünf Ausstellungshallen, die 7500 m² des etwa 9000 m² umfassenden Museumsgeländes einnehmen. Gezeigt werden mehrere hunderte Exponate, darunter mehr als 100 Großgeräte (Panzer, Geschütze, Fahrzeuge).
Seit der Eröffnung 1983 kamen bis 2010 mehr als 1,8 Millionen Besucher. Mit 104.297 Besuchern im Jahr 2013 gehörte es zu den 3,8 % der deutschen Museen mit mehr als 100.000 Besuchern pro Jahr. 2019 wurde das Museum mit dem Museumsgütesiegel des Museumsverbands Niedersachsen und Bremen e. V. ausgezeichnet.
2017 wurden Planungen zu umfangreichen Umbauten bekannt, die eine modernisierte Ausstellung ermöglichen sollen. Dies soll durch den Abriss alter Hallen und den Bau eines neuen Gebäudes geschehen. Dazu werden acht Millionen Euro aus dem Bundeshaushalt zur Verfügung gestellt.
2018 wurde dem Verteidigungsministerium ein Budget im Rahmen von 19,3 Millionen Euro für den Neubau der älteren Hallen zur Verfügung gestellt. Der Ausschreibungsprozess soll jedoch erst 2025 beginnen. Deshalb ist eine vorübergehende Schließung der älteren Hallen aus Sicherheitsgründen nicht ausgeschlossen.
2023 zählte das Museum über 125.000 Besucher.

## Träger

### Kern
Das Museum wird durch die Kooperation von drei Gruppen betrieben:
- Die Bundeswehr stellt in Form der Lehrsammlung den größten Teil der Exponate und gewährleistet auch deren Restaurierung, Pflege und Wartung.
- Die Stadt Munster leistet den eigentlichen Museumsbetrieb und stellt dabei den alltäglichen Betrieb in organisatorischer und wissenschaftlicher Hinsicht sicher.
- Der Verein der Freunde und Förderer des Deutschen Panzermuseums Munster e. V. setzt sich aus interessierten Personen zusammen, die an der Förderung des Museums interessiert sind. Der Verein unterstützt das Museum bei Erwerbungen und gibt Anregungen für seine Weiterentwicklung.

### Erweiterter Kreis
Ehrenamtliche Helfer unterstützen den Betrieb des Museums. Die sogenannten „Hobbykommandanten“ helfen der Lehrsammlung bei der Wartung der Fahrzeuge und stehen an Aktionstagen mit ihrem Fachwissen zu einzelnen Exponaten den Besuchern zur Verfügung.
Des Weiteren verfügt das Museum über einen Beirat. Er setzt sich aus Vertretern der Stadt, der Bundeswehr, der kommunalen Politik, der zivilen Wissenschaft und der Traditionsverbände der Bundeswehr zusammen. Der Beirat beaufsichtigt die Entwicklung des Museums und gibt Anregungen.